# Rio di San Vigilio
Il Rio di San Vigilio (Rü d'Al Plan in ladino; St. Vigilbach in tedesco) è un corso d'acqua che scorre interamente in Alto Adige. È il principale affluente del Rio Gadera.